# أمال عربوش
أمال عربوش هي سياسية ونائبة برلمانية مغربية وُلدت في مدينة بركان في المغرب.

## مسيرتها المهنية والسياسية
أنتخبت أمال عربوش كعضو في البرلمان المغربي في الانتخابات التشريعية المغربية لعام 2016 وحتى عام 2021 عن الدائرة الانتخابية الوطنية الجزء الثاني المخصص للشباب من الجنسين كممثلة لحزب الأصالة والمعاصرة عن دائرة مدينة بركان، وضمن الكتلة البرلمانية لنفس الحزب، وكانت عضو لجنة التعليم والثقافة والاتصال بمجلس النواب المغربي، كما مثلت المملكة المغربية كعضو في الاتحاد البرلماني العربي التابع لجامعة الدول العربية.